# João Carlos Celestino Gomes
João Carlos Celestino Gomes (Ílhavo, 1899 — Lisboa, 1960) foi um médico, professor, escritor e pintor português. Pertence à segunda geração de artistas modernistas portugueses.
Foi pintor e ilustrador, área em que utilizou o nome João Carlos; escreveu sobre medicina; dedicou-se à literatura de ficção, à crítica e história da arte, sob o nome de Celestino Gomes.

## Biografia / Obra
Dedicou-se às artes desde muito jovem expondo pela primeira vez em 1917 (Ílhavo). Fez os estudos médicos preparatórios no Porto (1918-1921), completando o curso na Universidade de Coimbra (1927). Ao longo desses anos contactou personalidades do mundo das letras e das artes, participando na dinâmica cultural portuense e coimbrã. Na década de 1930 fixou-se em Lisboa.
Participou na I Exposição dos Independentes, 1930, em Salões da Sociedade Nacional de Belas Artes, Lisboa, e em duas edições das Exposições de Arte Moderna do S.P.N./S.N.I.. Realizou múltiplas exposições individuais, escreveu e ilustrou dezenas de livros; em 1964 foi realizada uma exposição retrospetiva da sua obra no Secretariado Nacional de Informação, Lisboa.
Teve a sua "hora vanguardista" em Coimbra, em 1925, "num futurismo gozado, e que acabou numa extravagante composição imitada dos painéis de S. Vicente de Fora, com amigos na figuração". Admirador do primitivismo, seria influenciado pelo álbum de desenhos de Amadeo de Souza-Cardoso, de 1912, "seguindo-lhe o preciosismo decadente e adaptando-o a um regionalismo mundanizado".
Está representado em coleções públicas e privadas, entre as quais: Museu do Chiado, Lisboa; Museu Grão Vasco, Viseu; Museu Municipal de Ílhavo; Museu Santos Rocha, Figueira da Foz; e ainda: Coleções Dr. Bustorff Silva, José Esteves Brandão, Pedro Joyce Dinis, Dr. Fernando da Fonseca, Dr. Melo e Castro, João Manuel Cortes Pinto, D. Maria Borges, D. Leonor Borlido, etc.
O seu nome consta da lista de colaboradores da revista de cinema Movimento  (1933-1934).